# 太行系列内燃机车
太行型柴油机车是石家庄动力机械厂和大连内燃机车研究所联合研制的一系列内燃机车的总称，包括太行1型柴油机车、太行2型柴油机车等型号。

## 太行1型柴油机车
太行1型柴油机车是石家庄动力机械厂和大连内燃机车研究所于1979年联合研制的内燃机车，也是中国第一台液力换向传动工矿调车机车。

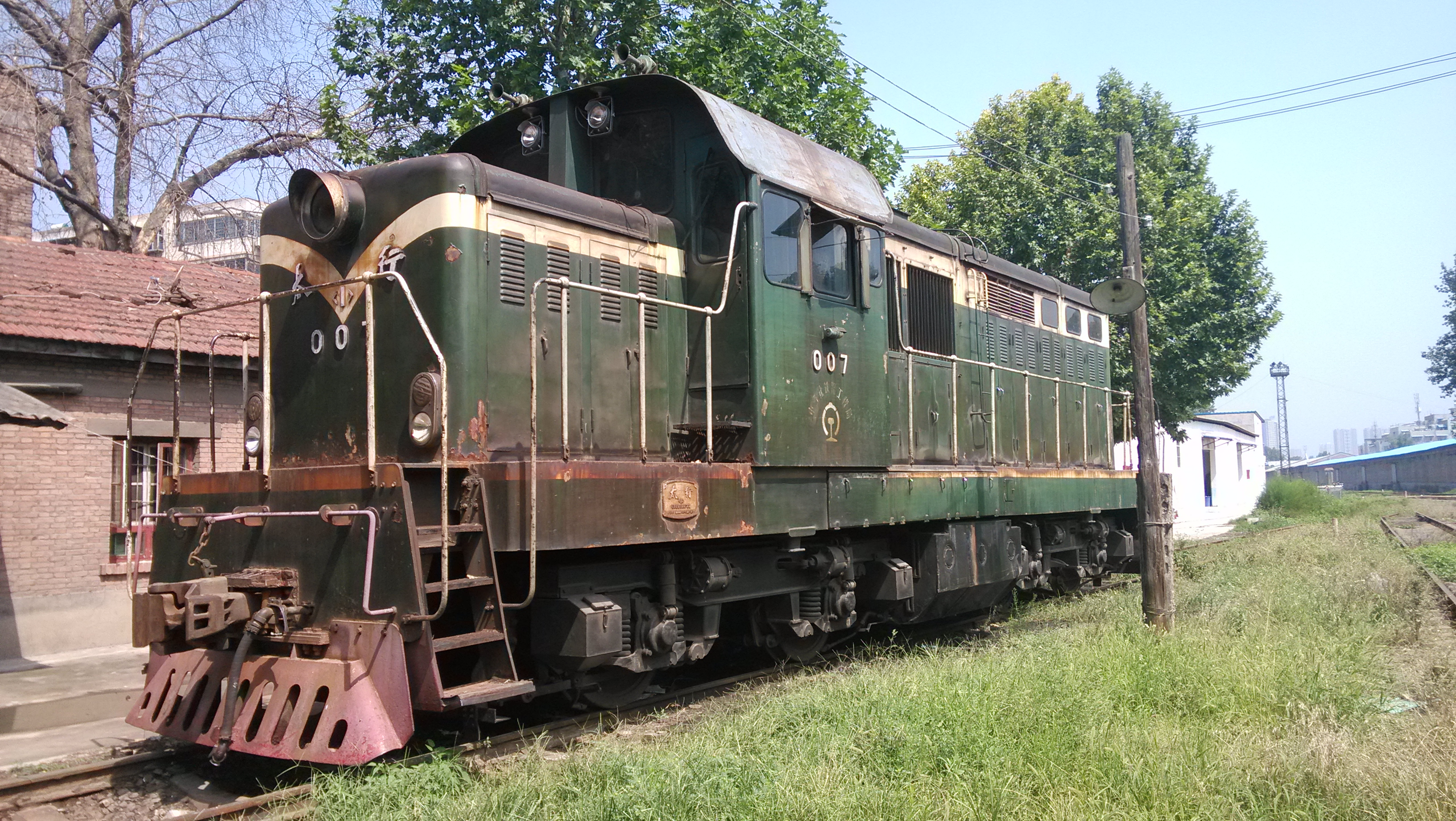
位于西安市东铁路专用线上的太行1型内燃机车

### 历史
液力换向机车通过控制两根各自具有液力变矩器、反向运行的变距轴实现换向，从而实现在运行时扳动换向手柄，机车自动完成减速-停车-换向启动的过程，使得换向过程迅速平稳。
1972年，中国开始研发液力换向传动装置，至1977年初，一机部矿山局希望开发一种工矿企业调车作业使用的液力传动内燃机车，石家庄动力机械厂邀请大连内燃机车研究所开展调研，并认定要开发一种液力换向内燃机车。该车被定名为太行1型，并纳入了一机部“六五重点科研项目”、列入“关于发送60项重要成套设备及380项重要新产品”规划。当年6-12月，双方共同完成了设计，参与设计的还有兰州铁道学院的部分师生。至1980年10月，该机车在石家庄举行的鉴定会上通过了一机部鉴定。
1983~1984年，在太行1型柴油机车基础上，又通过增加减速装置，衍生研发了可稳定低速（0.8-1km/h）运行的JMY1000型机车，以适应边装载边过磅的需要。

### 技术参数
太行1型柴油机车重84吨，轴重21吨，B-B轴式，使用标准轨距，使用一台12V180ZJ型柴油机，功率669kW（910马力）。调车工况下，机车最高速度35km/h，最低持续速度7.9km/h，启动牵引力27720千克力，持续牵引力17300千克力；小运转工况下，机车最高速度80km/h，最低持续速度18.1km/h，启动牵引力13300千克力，持续牵引力8800千克力。

## 太行2型柴油机车
太行2型柴油机车由石家庄动力机械厂和大连内燃机车研究所在1980年末研制，整体为太行1型机车的强化改进，柴油机型号仍为12V180ZJ，但装车功率提升到了882kW（1200马力），同时机械箱齿轮比、各轴中心距也有调整，以增大功率，适应用户需求。该型号机车重92吨，轴重23吨，最高速度80km/h。

## 太行型无线遥控内燃机车
太行型无线遥控内燃机车是石家庄市动力机械厂于2008年研制的一种新型调车机车，被用于张家港华盛炼铁有限公司厂区内炼钢出钢口约50米路线上。该机车牵引高温、重载、低速运行的铁水罐车，被牵引车辆无制动装置，机车司机可在电路故障时手动操纵空气制动。